# María Bueno Castellano

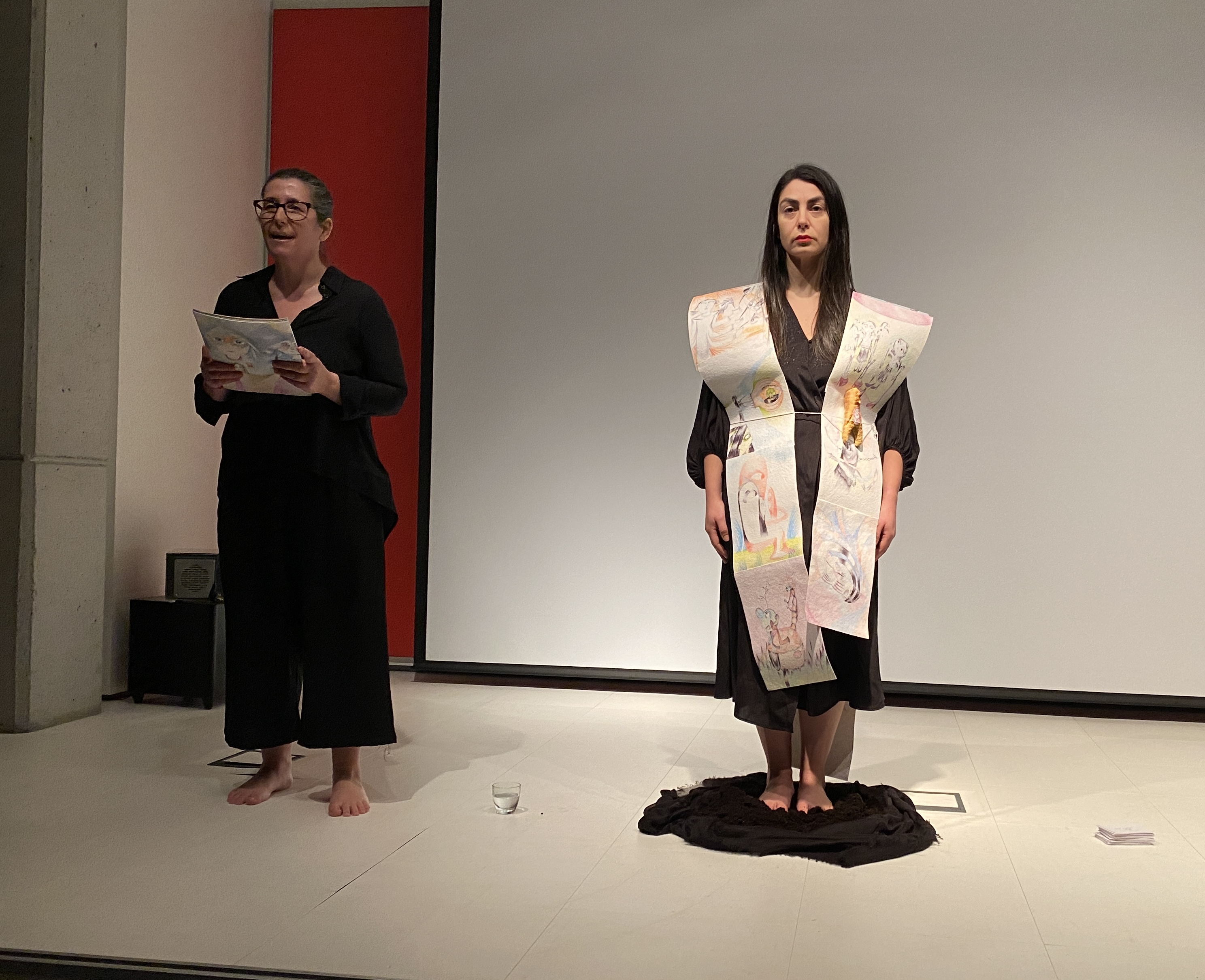
En su performance con Mónica Mura en la Comunidad de Madrid en 2022

María Bueno Castellano (Málaga, 1976) es una artista plástica española contemporánea. Está especializada en técnicas de pintura, dibujo y escultura. Ejerce paralelamente la docencia.

## Trayectoria
María Bueno es licenciada en Bellas Artes por la Universidad de La Laguna, Canarias. También se ha formado en el Atelier Jean-Luc Leduc y en la Escuela de Bellas Artes de Toulouse en Francia. María Bueno ha sido aprendiz de la artista belga Christl Lidl y de la coreógrafa tangerina Teresa Nieto. Fruto del trabajo con ambas creadoras, ha ido centrando paulatinamente su área de interés en la puesta en escena de diferentes conceptos, combinando su trabajo expositivo con su labor docente y formativa.

## Obra
Maria Bueno realiza proyectos colaborativos e imparte talleres entre colectivos que sufren riesgo de exclusión social, especialmente entre personas con discapacidad mental, tales como en Universidad de Málaga (UMA), National Institute of Arts and Dissabilities (NIAD), Debajo del Sombrero y Fundación Esfera. La creación de una ruta de murales en diferentes barrios de la ciudad de Málaga.
En su proceso de trabajo concibe sus obras y proyectos artísticos implicando a diferentes grupos de personas bajo la premisa de hacer de este mundo un lugar mejor. Ello se traduce en un pensamiento singular y auténtico derivado de un laborioso trabajo previo, ejercicio de memoria y compromiso individual y colectivo, a través de emociones, sentimientos y recuerdos. Uno de sus proyectos reivindicativos creado en los años 2018-2019 es el titulado La historia africana d´Andalusia . Ganadora del I Premio Internacional de Pintura Focus Abengoa 2010. lconvergente 2017 (ambos programas aunando arte + salud mental), la beca Puebla de Cazalla 2018 y del certamen ciudad de Utrera 2018.
Ha formado parte de ferias prestigiosas tales como  Kunst-Suiza, Toronto Art Fair, Paris/Porte de Versaille, les Nuits Blanches, Bcjem MediterraneanBbiennial, ARCO (sección editorial) así como de instituciones relevantes entre las que se encuentran el CAC de Málaga, la Casa Natal Pablo Picaso, el Instituto Cervantes y el Centro de arte Anabel Segura, entre otras.
Ha expuesto sus obras en espacios como la Fundación Museo Picasso de Málaga, la Galería Rafael Pérez Hernando de Madrid, La Vidriera de Camargo y Olvera en Sevilla. Además de participar en las ferias de ARCO en Madrid, o en el festival SWAB de Barcelona.
María Bueno ha sido reseñada en el New York Times, gracias a sus proyectos artísticos colaborativos de compromiso social.